# 평원붓꼬리쥐
평원붓꼬리쥐(Isothrix pagurus)는 가시쥐과에 속하는 남아메리카 설치류이다. 브라질의 아마존 분지에서 발견된다. 1830년 오스트리아 박물학자 나터러(Johann Natterer)가 마데이라강 보르바(Borba)에서 처음 발견했고 1845년 독일 동물학자 바그너(Johann Andreas Wagner)가 처음 기술했다.